# La cosa nostra
La cosa nostra va ser un programa de televisió d'entreteniment produït per El Terrat i emès per TV3 entre abril de 1999 i desembre de 2000. Fou el primer programa de varietats presentat per Andreu Buenafuente després de l'èxit de Sense títol.

## Format
El programa començava amb un monòleg d'Andreu Buenafuente, contribuint a cada programa a afegir una paraula al Diccionari de la Llengua Catalana. Hi havia entrevistes als convidats que seien en un sofà de pell de vaca (els primers foren Terenci Moix i Carlos Núñez). Després hi havia els col·laboradors del programa: el periodista Paco (Santi Millán), intentant entrevistar Isabel Pantoja o Liam Gallagher entre d'altres, i el faquir Se-bhas (José Corbacho). També hi van col·laborar el Fermí Fernàndez i el Sergi Mas.

## Convidats
Pel programa han passat com a convidats Peter Gabriel Terenci Moix, Joaquín Sabina, Verónica Forqué, Pepe Rubianes, Joan Barril, Luz Casal, Àlex Corretja, Javier Cámara, Gabino Diego, Miguel Gila, Almudena Grandes, Bigas Luna, Eduardo Noriega, Carmen Alborch, Ariadna Gil, Àngels Gonyalons, Marisa Paredes, Francisco Rabal, Fangoria, Santiago Segura, Abel Folk, Pedro Almodóvar, Imanol Arias, David Trueba, Antonio Banderas i Mikel Erentxun.

## Premis
- Premis Ondas 2000 al millor programa d'entreteniment[3]
- Premis Turia 2000 al millor presentador de televisió (Andreu Buenafuente)[4]